# Nesticella murici
Espèce
Nesticella murici est une espèce d'araignées aranéomorphes de la famille des Nesticidae.

## Distribution
Cette espèce est endémique du Brésil. Elle se rencontre dans les États d'Alagoas, de Bahia et du Sergipe.

## Description
Le mâle holotype mesure 1,87 mm et la femelle paratype 1,97 mm.

## Étymologie
Son nom d'espèce lui a été donné en référence au lieu de sa découverte, Murici.

## Publication originale
- Rodrigues & Buckup, 2007 : O gênero Nesticella Lehtinen & Saaristo (Araneae, Nesticidae) no Brasil. Revista Brasileira de Zoologia, vol. 24, no 3, p. 673-676 (texte intégral).